# Eudesmia martini
Eudesmia martini är en fjärilsart som beskrevs av Frank Hall Knowlton 1967. Eudesmia martini ingår i släktet Eudesmia och familjen björnspinnare. Inga underarter finns listade i Catalogue of Life.